# 朱炜青
朱炜青（1933年—），男，上海人，中国船舶内燃机专家，曾任中国舰船研究院高级工程师、博士生导师。